# At give slip
At give slip er en dansk kortfilm fra 2012 instrueret af Rikke Louise Schjødt.

## Handling
En film om en far der mister sin søn i en bådulykke. Herfra falder hans liv fra hinanden, og til slut tages der én sidste beslutning - at give slip.

## Medvirkende
- Henrik Borup Lutzen - Faderen
- Jonas Cheblaoui - Lucas